# Русенский судостроительный завод
Русенский судостроительный завод (болг. Русенска корабостроителница) — промышленное предприятие в городе Русе.

## История

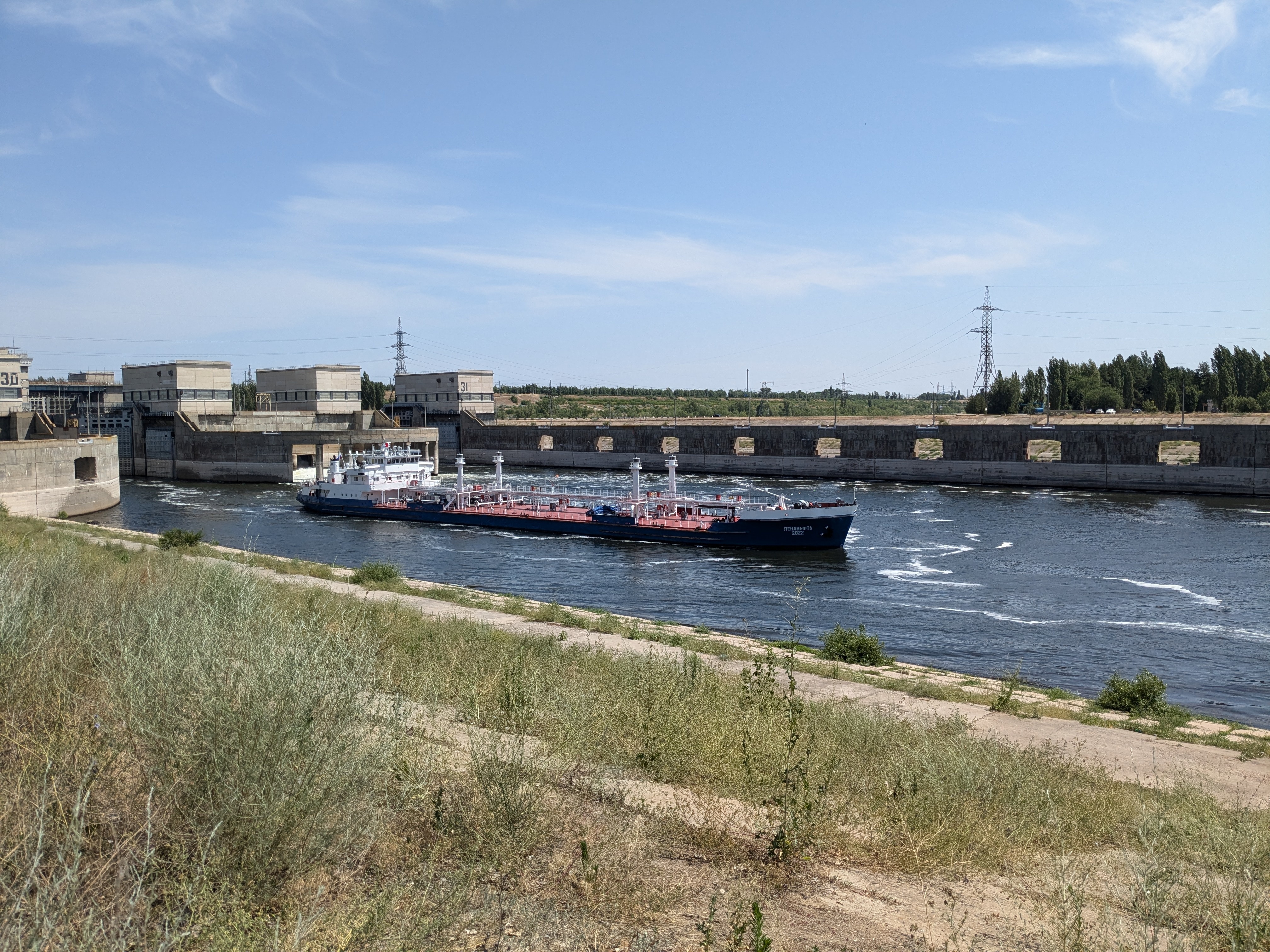
Российский речной танкер «Ленанефть-2020» был построен судостроительным и судоремонтным заводом имени Ивана Димитрова в 1978 году

Судоремонтные мастерские в порту Рущук были созданы после окончания русско-турецкой войны для выполнения ремонта оставшихся здесь кораблей русского флота и начали работу в 1881 году. В 1882 году здесь был построен первый деревянный бот. В дальнейшем, при помощи русских инженеров и механиков здесь были построены два паровых катера (с силовыми установками мощностью 30 лошадиных сил), которые стали первыми кораблями с паровыми двигателями, построенными в Болгарии. 
После окончания первой мировой войны интенсивность движения кораблей по реке Дунай увеличилась, ремонт стал более востребован. В 1921 году здесь были созданы портовые мастерские (болг. Пристанищната работилница – Русе). В дальнейшем, номенклатура выпускаемой продукции постепенно увеличивалась (и на предприятии было освоено производство понтонов).
В середине 1930х годов инженер Тодор Делистоянов построил здесь самоходную баржу "Шумен" (которая стала первой самоходной баржей, построенной в стране).
В 1945 году на базе портовых мастерских был создан судостроительный и судоремонтный завод имени Ивана Димитрова (болг. Корабостроителен и кораборемонтен завод "Иван Димитров"), в дальнейшем расширенный и реконструированный. 
В 1949 году был создан Совет экономической взаимопомощи. В соответствии с программой производственной кооперации стран СЭВ имела место специализация предприятий социалистических стран на производстве определённых видов транспорта. Специализацией Русенского судостроительного завода стало производство речных кораблей, буксиров, а также изготовление подъёмных кранов и некоторых других образцов палубного оборудования. В своей деятельности завод взаимодействовал с предприятиями из СССР, ГДР и Польши (откуда поставлялись судовые двигатели, рулевые механизмы и другие необходимые агрегаты, приборы и компоненты). 
К началу 1970 года завод производил речные корабли водоизмещением до 3 тыс. тонн, общая численность работников предприятия составляла три тысячи человек. Помимо строительства и ремонта кораблей и судов завод выпускал драги, а также портовые и монтажные краны.
После получения из СССР первых малых десантных кораблей проекта 106 в начале 1970х годов завод освоил их изготовление (всего в 1974-1976 гг. для ВМФ Болгарии было построено 13 таких кораблей).
Во второй половине 1970-х годов для болгарского военного флота здесь были построены два 47-метровых штабных корабля проекта 589 (в 1976 году - "Капитан I ранг Кирил Халачев", в 1979 году - "Генерал Владимир Заимов").
В начале апреля 1980 года завод завершил строительство нефтеналивного танкера "Волгонефть" водоизмещением 5000 тонн (который был зачислен в советский торговый флот).
В целом, в 1950е — 1980е годы завод входил в число крупнейших предприятий города.
В сентябре 1991 года государственное предприятие было перерегистрировано в общество с ограниченной ответственностью «Русенска корабостроителница» ООД, в апреле 1999 года — приватизировано и перешло в собственность немецкой компании «Beteiligungsgesellschaft GmbH».
Начавшийся в 2008 году экономический кризис осложнил положение предприятия, в 2009 году завод взял кредит у Коммерческого торгового банка, но не сумел возвратить денежные средства. В январе 2016 года банк потребовал обеспечить сохранность имущества завода и гарантировать возвращение долга за счёт имущества предприятия. 9 февраля 2017 года банк потребовал возвращения 30 млн. евро. В дальнейшем, в 2017 году было принято решение о продаже прекратившего производственную деятельность предприятия.